# Calas (Bouches-du-Rhône)
Ne doit pas être confondu avec Callas (Var).
Pour les articles homonymes, voir Calas.
Calas est un village situé sur la commune française de Cabriès, dans le canton de Vitrolles.

## Toponymie
kal/gal/kar/kra est un groupe de suffixe ligure auquel on attribue le sens de « pierre ».

### Microtoponymie
- Pichauri (Pichàuri en provençal) : Piech Auri, "la colline des vents"  (ou moins probable : "colline doré"). Püech= puy, auro = la brise (présent dans le nom de nombre de vents provençaux).
- les rues du quartier du Gay (prononcer Gaille, le Geai en provençal) sont récentes et portent des noms d'oiseaux. Roussignou : rossignol, perdigau : perdrix. Le nom de la colline à cet endroit se perd doucement : c'est le Manegrou[2], suivi de celle de Jussieu.
- Saint Pierre, Saint Amand ainsi que tous les oratoires montrent l'importance de la religion dans cette région christianisée au ier siècle.
- Saint Amand est rattaché à la chanson de Barbara (voir ci dessous).
- Labory : francisation et féminisation du terme provençal bòri (masculin) (cf l'occitan bòria, féminin) employé au XIXe siècle dans le sens péjoratif de « masure », de « cahute » (Frédéric Mistral, Tresor dòu Felibrige) le mot désigne une ferme. Sans rapport avec les "bories " d'invention récente (dans les années 1970) pour désigner des cabanes de pierre sèche. Le lieu ruiné est célèbre en Corée : c'est là qu'a vécu le premier évêque de Corée, saint Laurent Imbert.
- Lagremeuse (et non pas La Gremeuse) : lézard gris

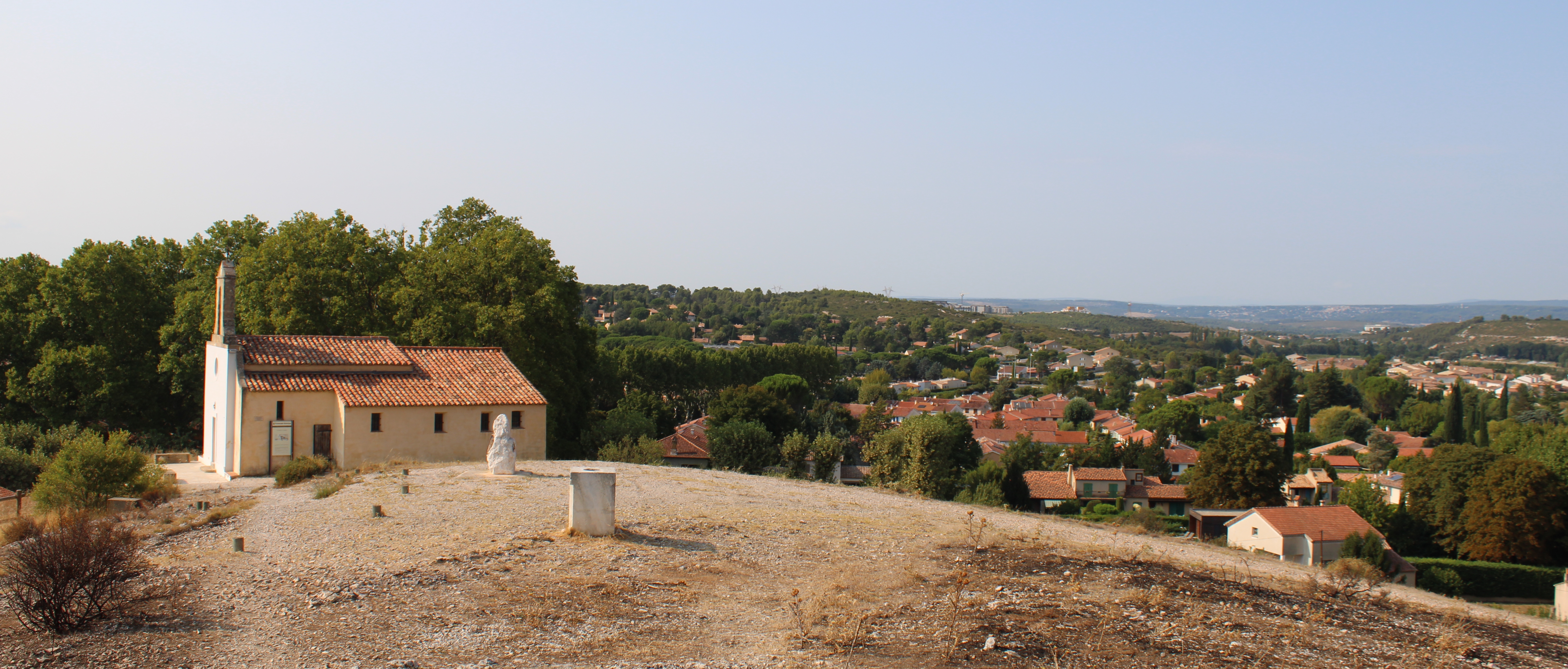
La chapelle de Trébillane qui domine le village.

## Histoire

### Préhistoire et Antiquité

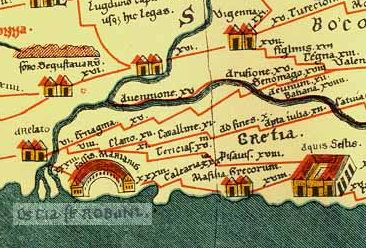
Les bouches du Rhône sur la Table de Peutinger.

Calas serait selon certains la Calcaria de la table de Peutinger, tandis que d'autres penchent pour Vitrolles.
Plusieurs villas romaines ont été découvertes par photographie aérienne, dont celle de Trebillanne, mais trois autres au moins étaient présentes dans la plaine, et un réseau important de drainage et de captage remonte jusque derrière l'église (Fontrouge désigne le lavoir et la source derrière la colline, reliés par un ouvrage perdu)
Voir l'article Cabriès.

### Temps modernes

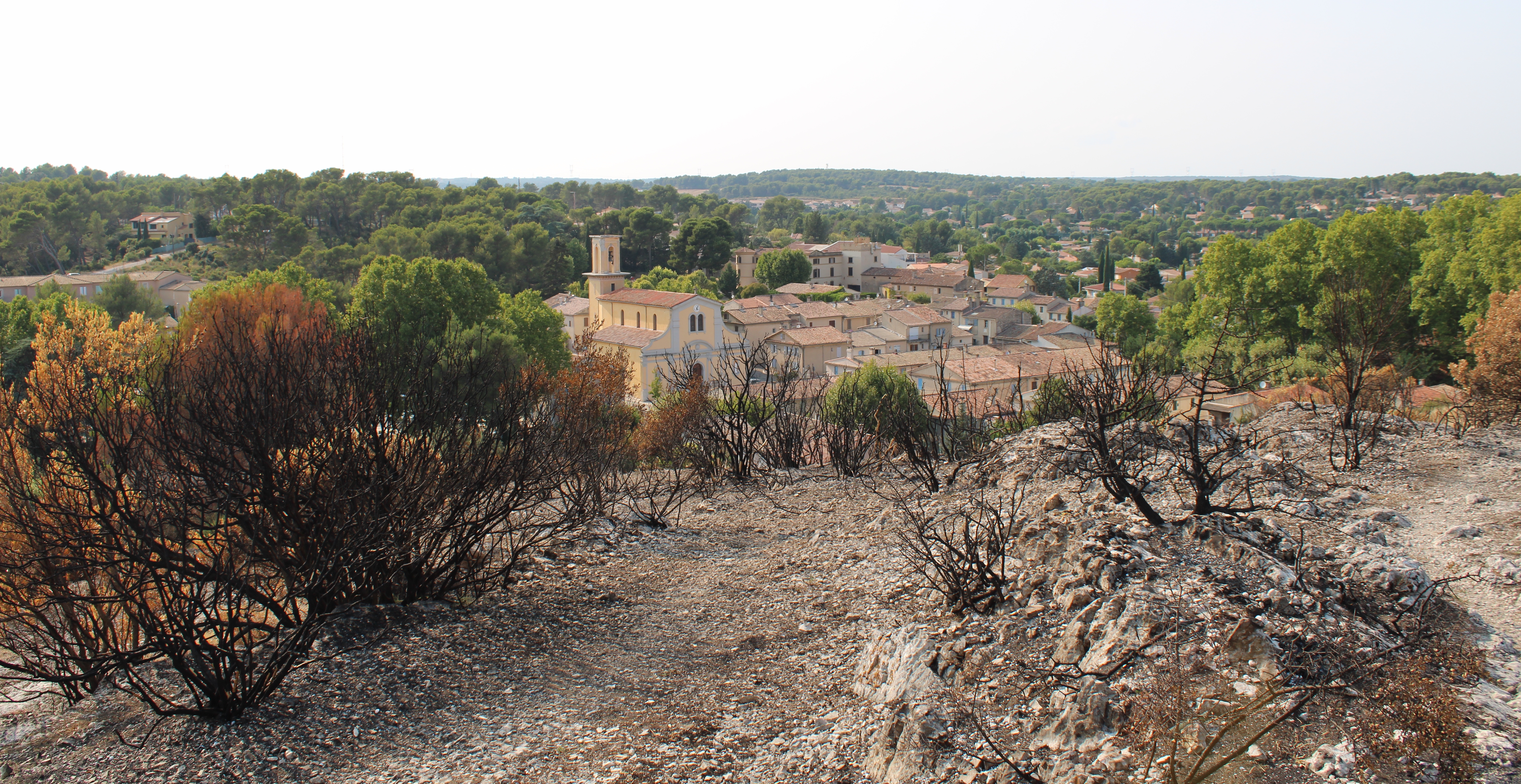
Vue du vieux Calas depuis les hauteurs de la chapelle victimes d'un incendie de garrigue (aout 2021).

Louis Balthazar Dauphin, titulaire de la seigneurie de Trébillane, est épargné par la Révolution. Louise Garavaque, sa descendante, est à l'origine de l'aménagement du hameau de Calas, qui prend désormais ce nom à partir de 1859. À cette époque, elle vend une partie des terres de la seigneurie de la Trébillane à des agriculteurs, qui exploitent pour eux et construisent leurs maisons formant une partie du hameau originel. L'autre partie est une sorte de « cité ouvrière » avec un plan et un type de maison répété pour les ouvriers agricoles dépendant du domaine à la même époque, bâtie autour de l'église qu'elle fait construire à ses frais. On note la répétition des génoises en pignon dans la rue attenant à l'église et la largeur de l'avenue dans l'axe de l'ancienne entrée, faisant succéder château, habitations des employés, enceinte avec tours, puis habitations des extérieurs.
Le plateau de l'Arbois est le siège d'une redoute du camp de Cabries sur les cartes d'état-major de l'époque (1820-1866)

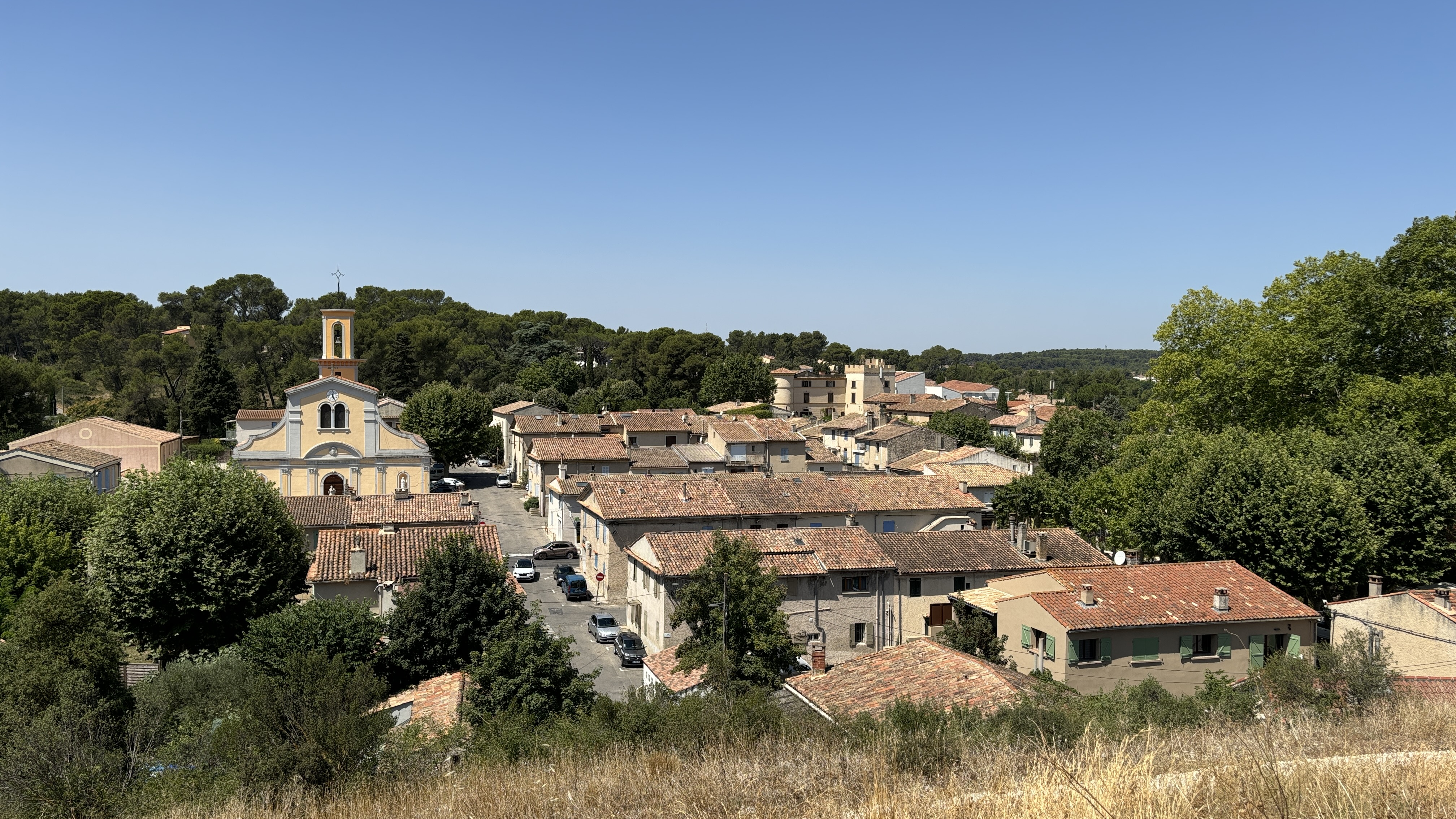
Vieux Calas depuis la colline de Trébillane.

### Époque contemporaine: le camp de Calas

#### Le camp de transit
À la fin de la Seconde Guerre mondiale, lors du débarquement de Provence, l'état major américain (USFET), établit un camp de transit pour la répartition des troupes en Europe et le redéploiement vers la zone Asie sur le plateau de l'Arbois (partie nord-ouest de la commune), à cheval sur des communes voisines. Des photos témoignent de l'immensité du site mais la structure est plus imposante encore sur les photos aériennes de 1950 du Géoportail (fonds de cartes/imagerie aérienne et satellitaire/photographies aériennes 1950 1965). Projeté par le commandement de la Delta Base (zone Sud de la France) dès le débarquement de Provence, il est mis en place et accueille régiments et bataillons américains dès septembre 1944 pour fermer en janvier 1946. Il accueillit plus de 2 millions de GI en transit, avec des pics à plus 100 000 personnes en comptant le camp de prisonniers allemands. On estime que la plupart des soldats ne restent qu'une quinzaine de jours et que près de 5 000 personnes peuvent intégrer ou quitter ce camp chaque jour.
Il s'établit sur l'ensemble du plateau depuis la ferme des plaines d'Arbois jusqu'aux environs du vallon de Mion sur le territoire des Milles. À l'ouest, certains vallons en cirque ont été aménagés pour des spectacles, cinémas et autres. À la hauteur de la gare TGV, l'artère principale orientée nord-sud est l'avenue de Tokyo. C'est déjà la route qui mène actuellement au centre d'enfouissement, bordée de part et d'autre par les restes des dalles de béton ayant supporté les baraquement en bois au milieu du camp de tentes, à l'époque avec terre-plein central. On peut en observer quelques-unes encore en place dès l'entrée de cette route, en face de l'ancienne SPA. Le camp est doté d'infirmeries sur place, l’hôpital étant situé à l'ancien sanatorium.
Trois cirques naturels avaient été aménagés en "salle de spectacle", dont une pouvant accueillir plusieurs milliers de GI comme en témoignent encore des photos du Leslie J Mac Nair Mémorial Théater. Ils sont le lieu de projections de films mais aussi de nombreux spectacles lors du passage de vedettes de la scène US, dont Marlène Dietrich. La cabine de projection est encore visible en 2021. Le site compte aussi deux théâtres fermés. Les soldats sont vite dirigés vers leurs nouvelles affectations, mais tous gardent un mauvais souvenir du transfert depuis Marseille, du froid et de la boue en hiver pour certains, de la chaleur et des tempêtes de poussière pour les autres.

#### Le camp de prisonniers allemands
Au sud de la D9, jusqu'à la ferme des plaines d'Arbois, c'est le camp de prisonniers allemands, le Continental Central Prisoners of War Enclosure - CCPWE404 ou PW404, d'une capacité de 45 à 60 000 hommes. Il s’établit sur trois aires encore clairement identifiables : une aire en secteur d'angle, sous la D9 une aire carrée traversée par la voie TGV et l'aire de la ferme. Les prisonniers allemands gardent un mauvais souvenir de cet endroit, inhospitalier selon la Croix Rouge. Un soldat allemand en témoigne dans un livre, un autre, Alphonse Fischer, dans le journal de sa ville, les mémoires de guerre de l'ancien combattant allemand Franz Gokel sont consignées dans "Les portes de l'enfer".
Le rapport de la Croix Rouge sur une visite le 20 janvier 1946 témoigne des bonnes conditions d’hygiène et de nourriture mais aussi de problèmes qui rendent la vie très dure au camp. Les tentes de 16 à 18 prisonniers sont froides (non chauffées) et hormis les "red liner" qui participent à l'organisation du camp et qui ont des planchers dans les tentes, le sol des tentes est en terre battue alors que certains dorment par terre ou sur des cartons. Le froid est difficilement supportable en hiver et des couvertures et des cartons supplémentaires sont demandés. La toile des tentes n'est de plus pas suffisamment imperméable lors des pluies violentes qui s'abattent sur le plateau et la situation est précaire. Le rapport fait mention de 5 décès dont une embolie et 4 suicides…
Les Allemands participent à la surveillance du camp qui compte néanmoins des évasions (20 dont 17 Italiens).
Il est constitué des enclosures I (compounds 1 à 12) et II (compounds 16 à 23), et de l'enclosure III (hôpital compounds 13 et 14. Mais le rapport note aussi une division en 4 zones : russe (3882 prisonniers), américaine (2344), britannique (2506) et française (792) pour un total de 9524.
Il n'y a pas de chapelle sur le camp malgré la présence d'un prêtre et d'un pasteur américain et celle de 4 prêtres et 4 pasteurs allemands. Les services sont faits dans des tentes ou dehors. Chaque compound a un terrain de football où sont organisés des matchs intercompounds et une aire sportive.
C'est aussi un camp de transit qui voit arriver des prisonniers de camps français qui sont redirigés après un ou deux mois vraisemblablement, vers l'Allemagne principalement. Les plus atteints au niveau du moral sont les Russes qui n'ont pas de nouvelles de leur pays. Au 17 janvier 1946, le camp dénombre 24 612 Allemands mais aussi de nombreuses nationalités comptant des minorités "allemandes" souvent dont 337 Tchèques, 110 Lituaniens, des Polonais (Dantzig en particulier) et même un Chilien, un Brésilien, un Argentin, pour un total de 823. À ce jour, le nombre de prisonniers passés par le camp était de 274 296, avec un effectif le jour même de 25 459.
Les deux camps permettent alors une certaine activité économique pour le village mais il en subit aussi les désagréments (ivresse, bagarres…), malgré l'efficacité de la MP.
Comme dans d'autres villes de garnison américaine, des abus sexuels sont commis, longtemps niés ou mis sur le compte des minorités noires par exemple ; certains ouvrages sur ce sujet sont interdits aux États-Unis. Les éléments dangereux sont envoyés de l'autre coté de la colline au Disciplinary Training Center (DTC), non loin de la nécropole militaire de Luynes, au château de l'Enfant, où sont prononcées des condamnations à mort suivies d'exécution. Les visiteurs reçoivent un tampon à l'encre rouge sur le bras marqué : camp disciplinaire de Calas,.

#### La station radio du réaltort
Installé en 1908, le poste émetteur des Saintes-Maries-de-la-Mer était trop éloigné et cessa son activité en 1928. La TSF se développant, vers 1930 surgissent les premiers projets de station au Réaltort (Ruisseau tortueux) pour des intérêts privés (armateurs) mais c'est l’État qui installe le premier poste émetteur à Marseille en 1925 avec la "Radiodiffusion des PTT de Marseille", qui prend le nom de Marseille Provence en 1928. Dès 1933, on pense à déplacer l'émetteur pour éviter les problèmes de Marseille dus à la ville mais aussi à l'environnement. Il faut un site dégagé avec de l'humidité pour la mise à la terre : le Réaltort est choisi et entre en service en 1937 avec une puissance de 120 kW et un pylône de 220 m pour émettre en PO (petites ondes) sur la longueur de 450,50 m.
Les Allemands l'investissent en 1942. Des techniciens informent les résistants des groupes de Septèmes, Rognac, Ventabren et autres sur les dangers liés à la goniométrie. M Jean Giraud en particulier, grâce à un poste de téléphone secret a des contacts avec les maquis. Lors de la libération, un cafouillage se produit entre deux groupes de résistants qui conduit à l’assassinat d'un technicien allemand et au saccage en représailles de la station, juste avant que les troupes régulières française ne la libèrent. Du fait de leur matériel, ils sont pris pour des Canadiens, des Anglais ou des Américains par les habitants. Un poste de secours (ondes courtes) permet de diffuser rapidement vers les colonies.
En 1954, c'est la télévision qui arrive sur le site de l’Étoile, mais aussi la FM.
En 1974, le site quitte l'ORTF et passe sous la gestion de TDF, passe sans encombre la guerre d'Algérie pour voir l'antenne de 135 m (France Inter sur 1241 kH) dynamitée en 1976 peut-être par des chasseurs mécontents au sujet d'une clôture!
Aujourd'hui, les enfants des familles qui vivaient sur le site ont rejoint Calas ou la région avec leurs souvenirs.

## Transports

### Voies routières

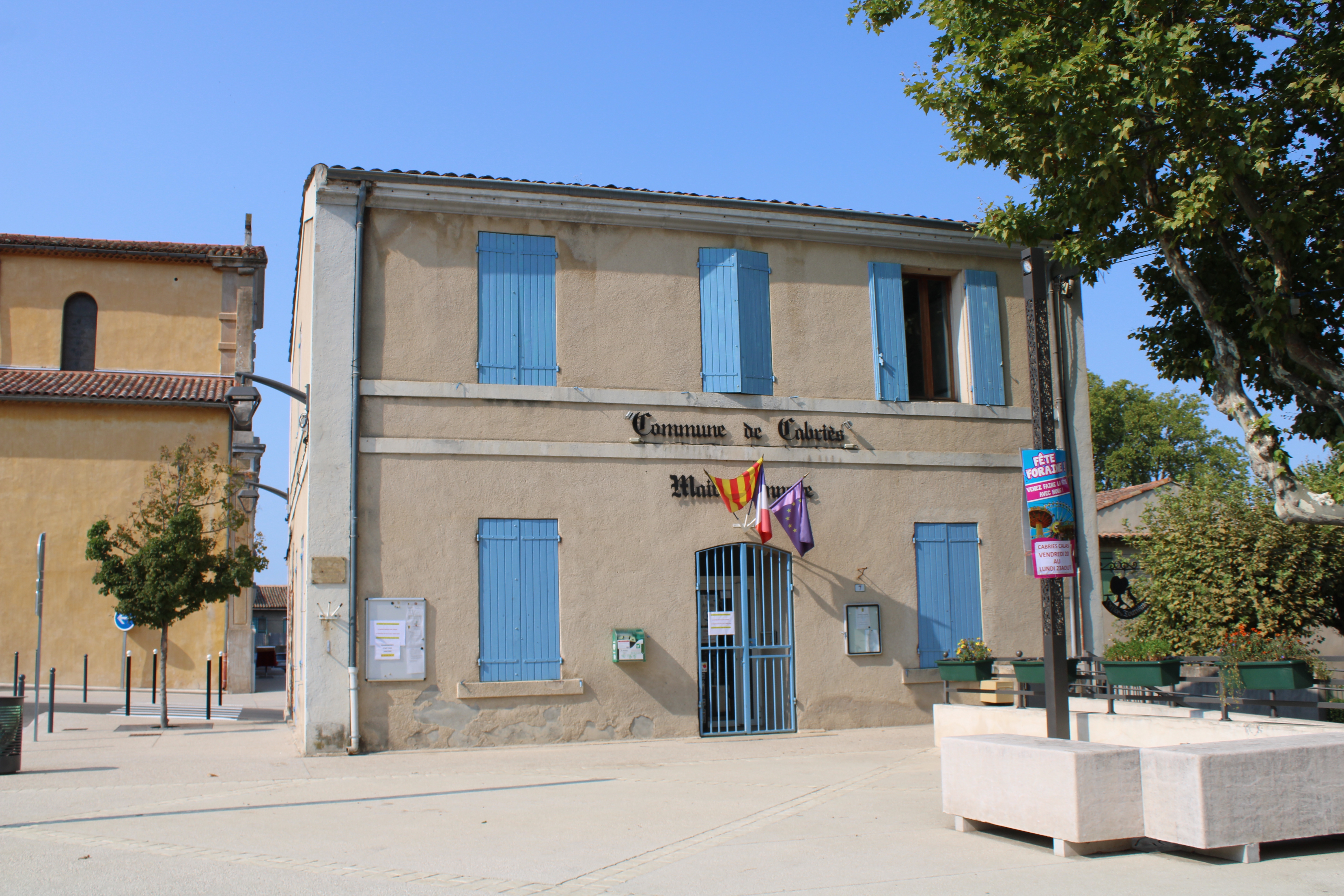
La mairie annexe.

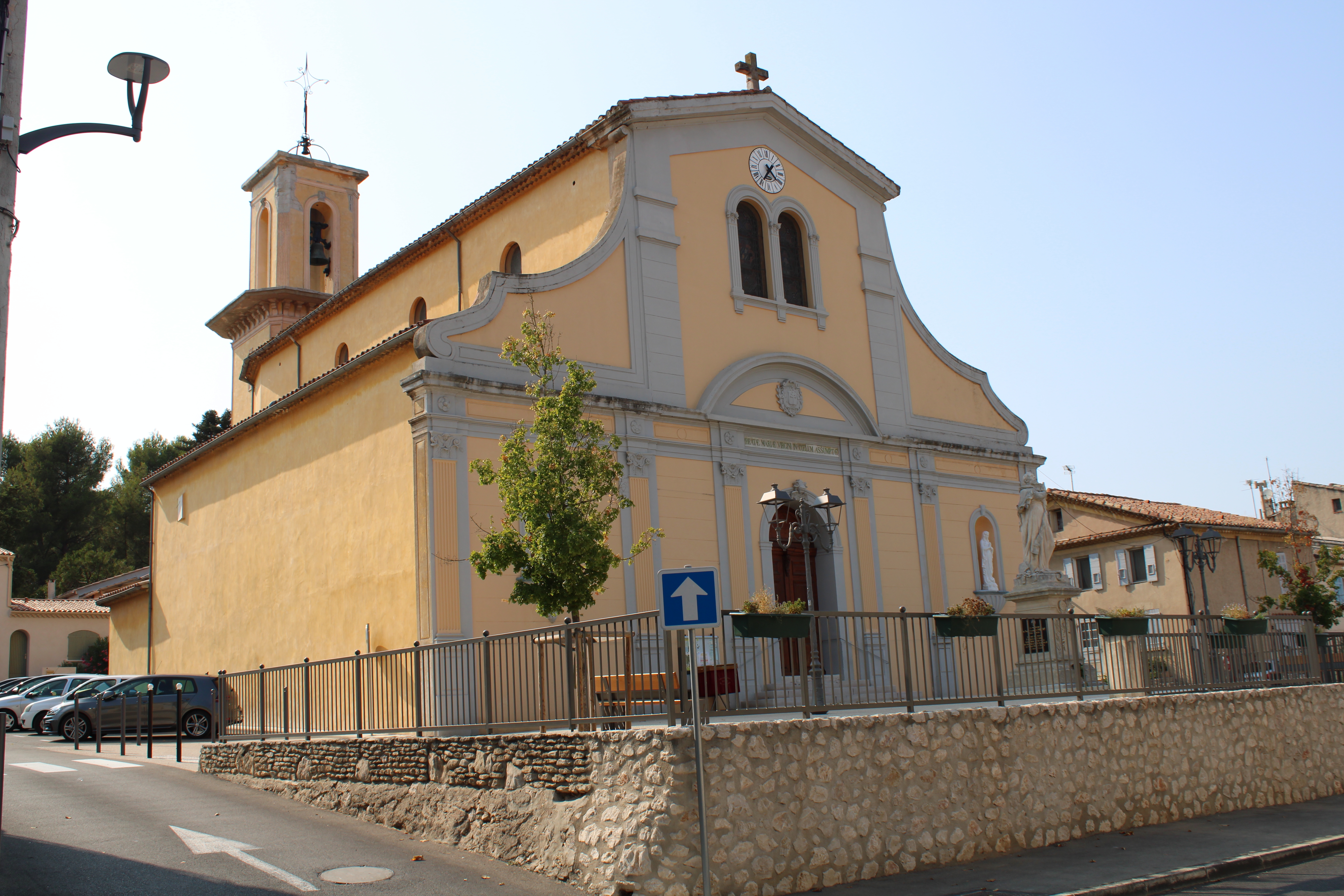
Vue de l'église de Calas.

Calas est située sur l'ancienne RN 543 (actuelle RD 543), qui relie Sault à Septèmes-les-Vallons.
Calas dispose de deux échangeur avec la D9, passée en 2x2 voies en 2020 et qui relie Marignane à Aix en desservant la gare TGV. Elle permet d’accéder à 9 kilomètres de là à la bretelle autoroutière des Milles (sortie 5) sur l'autoroute A51, qui assure une communication rapide vers le sud en direction de Marseille et vers le nord en direction d'Aix-en-Provence, Manosque, Sisteron et Gap.
Les accès secondaires sont assurés par la RD 60 au l'est, qui rejoint à Bouc-Bel-Air.
Cabriès, le chef-lieu est situé à 4 kilomètres au sud-est.

### Services autocars
Le village est aussi relié par une ligne intercommunale :
- ligne 200 Aix-en-Provence ↔ Les Milles ↔ Calas ↔ Cabriès ↔ Les Pennes-Mirabeau.

### Transports ferroviaires
La gare TGV la plus proche de Calas est celle d'Aix-en-Provence TGV située à 7 kilomètres, en limite de commune.
Le TER est accessible à Simiane (8,2 km, 11 min, ligne Marseille-Briançon via Aix).

## Population et société

### Éducation
Calas a deux écoles et un collège.

### Service public
Le village dispose d'un bureau de Poste et une mairie annexe.

## Économie

### Vie locale
Un marché se tient tous les samedis de 7 h 30 à 12 h 30, place de la Mairie Annexe de Calas.

### Commerce
Répartis dans le centre, à la sortie Nord (petite zone commerciale) et à la Trébillane, le village dispose de nombreux commerces en plus de ceux du bourg de Cabries : deux pharmacies, un centre d'analyse, deux boulangeries, un commerce d'alimentation générale, une boucherie, deux magasins de vente de fruits et Légumes, un traiteur, une banque, un garage, une station service, deux salons de coiffure, un pressing, un opticien, un fleuriste, un bar tabac, le plus grand magasin d'aquariophilie des Bouches-du-Rhône, un hôtel-restaurant, deux restaurants, deux librairies.

## Personnalités liées à la commune

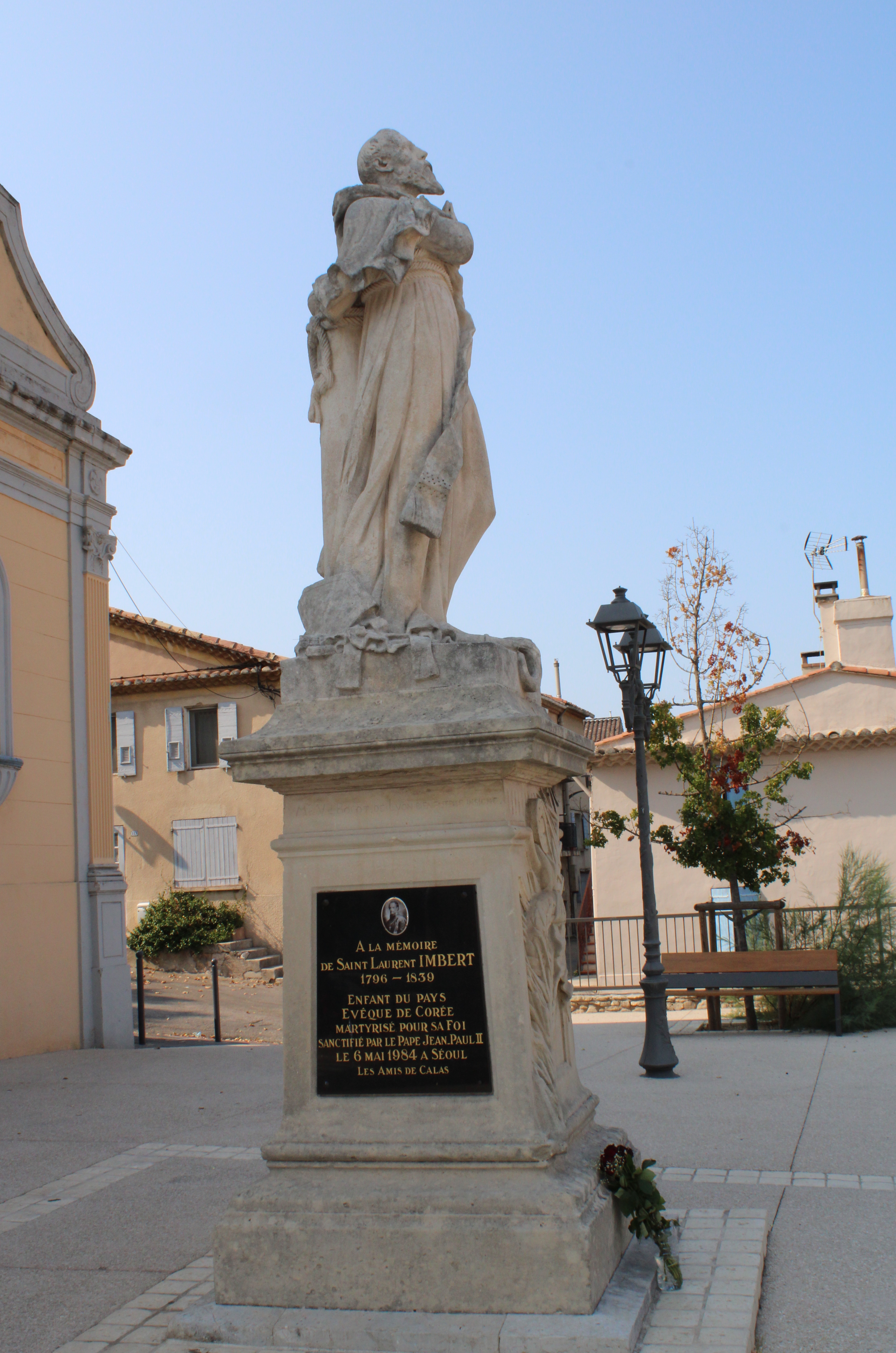
Statue de Saint-Laurent Imbert sur le parvis de l'église.

- Saint Laurent Imbert (1796-1839), fils de pauvres paysans exploitant la ferme de Labory sur le plateau aride dominant le Réaltort à l'Est de celui-ci. La borie désigne en provençal une ferme, une cellule autonome de culture (et non la cabane de pierre, acception récente). Le tout traduit l'isolement et la difficulté de la vie dans ce lieu. Le futur saint Laurent Imbert apprend à lire grâce à des voisins, se fait remarquer par des gens aisés qui paient ses études jusqu'au séminaire dont il sort en avance. Il est obligé d'attendre avant d'être ordonné prêtre sur dérogation. Il part alors pour l'Asie où il deviendra évêque de Corée. Lors des persécutions, il se rend aux autorités pour être torturé et exécuté, pensant ainsi éviter à la communauté davantage de sévices, en vain. Trois de ses prêtres subissent le même traitement. Un monument à sa mémoire a été érigé devant l'église de Calas, œuvre du sculpteur aixois Hyppolyte Ferrat, prix de Rome. Il est béatifié le 5 juillet 1925, puis canonisé le 6 mai 1984 par le pape Jean-Paul II à Séoul (saint martyr, avec ses compagnons). Quelques rues des villes voisines (Victoret) ou du reste de la France portent son nom.
- Louise Garavaque, à l'origine de l'évolution du hameau en village.
- Le père Joseph Rey, initiateur de la bénédiction des chevaux.
- La chanteuse Barbara a séjourné à Calas, au hameau de Saint Pierre selon les sources, et y a écrit la chanson du Petit bois de Saint Amand, aujourd'hui de l'autre coté de la 4 voies.

## Culture locale et patrimoine
Calas a un centre culturel, une bibliothèque (Saint Raphael, liée au don du terrain et du bâtiment par la paroisse), une salle d'expositions, un centre associatif.
L'« oustau per toutti » et son esplanade, ancienne ferme de la Trebillane, est occupé par des salles à la disposition des associations pour des activités et des évènements. À l'extérieur du village, face aux écoles et à l'Ehpad, elle dispose d'un grand parking. Elle abrite aussi une maquette de la villa romaine dont les vestiges se trouvent derrière le commerce qui portent son nom.
Certains documents et fouilles du site romain de Calas (villa romaine de la Trébillane) suggèrent que Calas se trouverait sur le site antique de Calcaria (voir l'article Cabries).

### Lieux et monuments

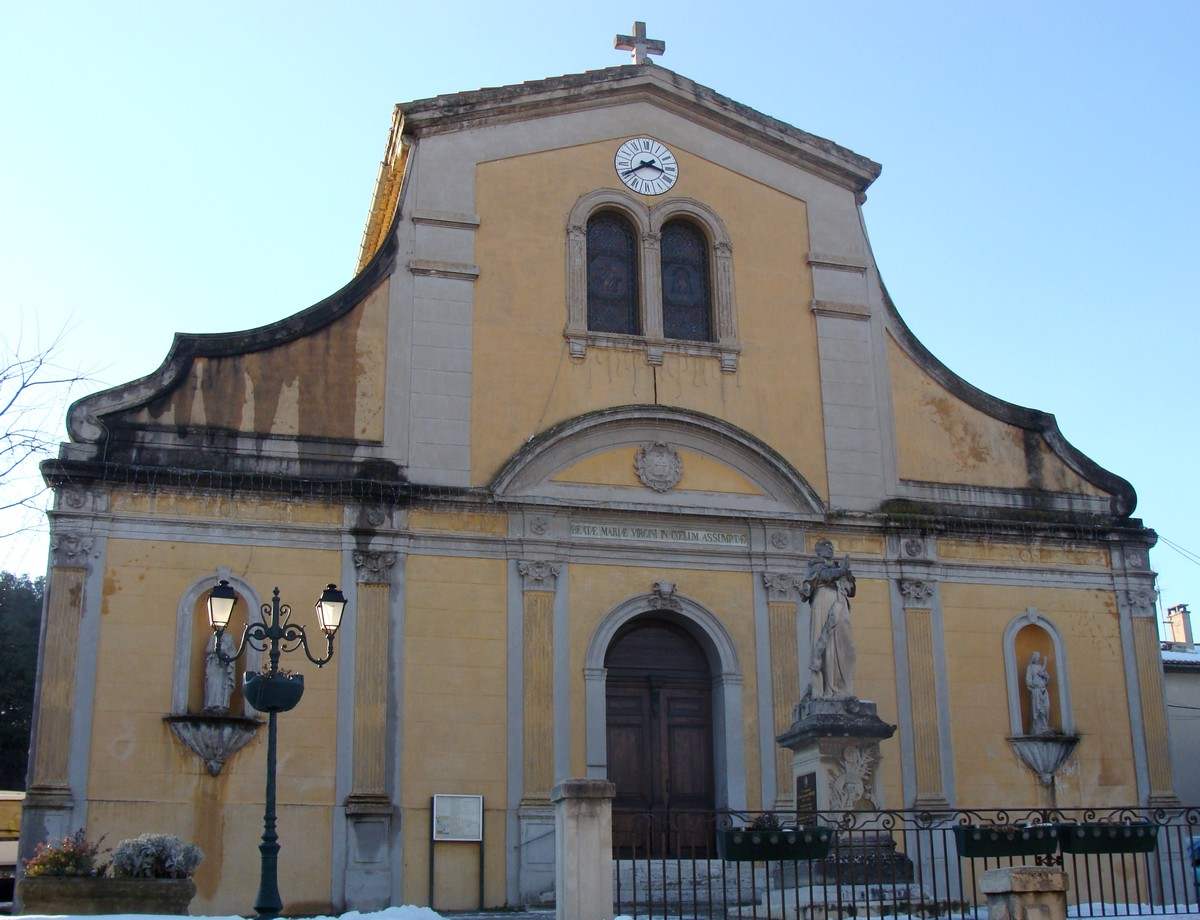
L’église Sainte-Marie-de-l’Assomption de Calas et le monument à saint Laurent Imbert.
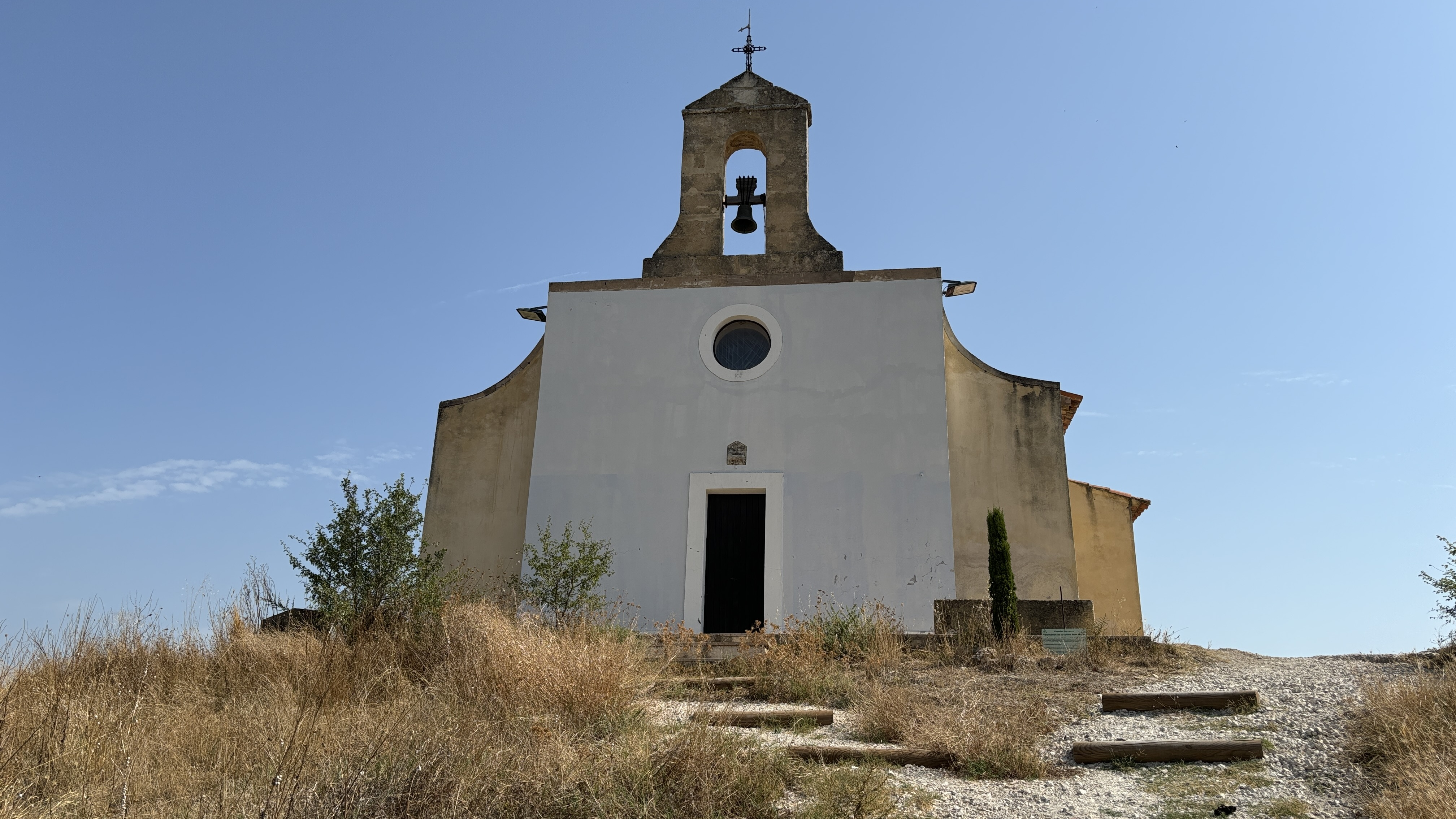
La chapelle Notre-Dame-de-la-Salette de Calas sur sa colline.

- L'église Notre-Dame-de-l'Assomption
- La Chapelle Notre-Dame-de-la-Salette, un des bâtiments les plus anciens de Calas. Son nom actuel est récent comme les nombreuses chapelle de ce nom dans tout le sud est de la France en référence aux apparitions sur le site de La Salette dans le massif des Écrins. Elle a subi plusieurs remaniements et une restauration récente.
- Le château de Trébillane

## Compléments